# SwissAward
Lo SwissAward è stata una manifestazione sponsorizzata dalla lotteria Swisslos con il sostegno dei vari media appartenenti alla casa editrice svizzero-tedesca Ringier, dove venivano premiate le personalità svizzere che si erano distinte maggiormente durante l'anno precedente in 6 categorie differenti.
I nominati erano 3 per ogni categoria, quindi 18 in totale, e concorrevano tutti per diventare lo Svizzero/a dell'anno.
La prima edizione dei premi si è tenuta nel 2003. Ogni edizione ha sempre avuto luogo nella città di Zurigo presso la pista di hockey su ghiaccio e alle volte sala concertistica Hallenstadion. A presenziare la serata vi erano i nominati nelle varie categorie con le famiglie e il "pubblico normale". Alcuni di questi ultimi hanno avuto la possibilità di sedersi ad un tavolino, in quanto avevano comprato un biglietto per partecipare alle 6 speciali estrazioni del concorso Millionenlos. A codesti sorteggi seguono altrettanti vincitori. L'ultima edizione ha avuto luogo il 9 gennaio 2016 in quanto la SRF che produceva lo show ha deciso di chiuderlo come misura di risparmio.
La premiazione è stata trasmessa ogni anno in diretta sulle tre reti nazionali: SRF 1, RTS Deux e RSI LA2 e generalmente ha sempre avuto luogo il secondo sabato di gennaio.
La conduzione della serata è stata affidata a Sandra Studer dal 2003 al 2012 mentre nel biennio 2013-2014 la padrona di casa era Susanne Wille. Nel 2015 lo show è stato moderato dal trio Christa Rigozzi, Sven Epiney e Mélanie Freymond. I primi due avevano in precedenza l'incarico di occuparsi della sezione Millionenlos. L'ultima edizione nel 2016 è stata condotta da Christa Rigozzi e Sven Epiney.
I premi venivano assegnati tramite la votazione del pubblico presente alla serata e quello da casa.
Lo show aveva degli intermezzi musicali in cui erano presenti alcuni artisti svizzeri e internazionali che si esibivano sul palco. Di questi, che hanno partecipato almeno una volta, si possono citare: Gotthard, Stress, Laura Pausini, Nek, 77 Bombay Street, Krokus, Sinplus, Take That, DJ BoBo, Sebalter.

## Categorie di premi
Ogni anno sono premiate delle persone nelle seguenti categorie:
- Politica
- Economia
- Cultura
- Spettacolo
- Sport (fino al 2005, dall'anno seguente vi è una manifestazione apposita chiamata Credit Suisse Sport Awards)
- Lifetime Award (dal 2006, escluso il 2007, ha preso il posto della categoria sport, anche se vi è solo una persona candidata)
- Società

I/Le candidati/e nelle 5 categorie sopracitate, escluso il Lifetime Award, con 3 sportivi/e concorrono per divenire Svizzeri/e dell'anno.

## Vincitori dei premi nelle varie edizioni

### 2002
| Categoria            | Vincitore/i                                                       |
| -------------------- | ----------------------------------------------------------------- |
| Politica             | Ruth Dreifuss, ex consigliera federale                            |
| Economia             | Josef Ackermann, CEO di Deutsche Bank                             |
| Cultura              | Herzog & de Meuron, architetti                                    |
| Spettacolo           | Viktor Giacobbo, cabarettista                                     |
| Sport                | Simon Ammann, vincitore doppio oro olimpico nel salto con gli sci |
| Società              | Kurt Wüthrich, vincitore del nobel per la chimica                 |
| Svizzero/a dell'anno | Beat Richner, pediatra                                            |

### 2003
| Categoria            | Vincitore/i                               |
| -------------------- | ----------------------------------------- |
| Politica             | Micheline Calmy-Rey, consigliera federale |
| Economia             | Hansueli Loosli, CEO di Coop              |
| Cultura              | Mario Botta, architetto                   |
| Spettacolo           | DJ BoBo, cantante pop                     |
| Sport                | Roger Federer, tennista                   |
| Società              | Jakob Kellenberger, presidente del CICR   |
| Svizzero/a dell'anno | Roger Federer, tennista                   |

### 2004
| Categoria            | Vincitore/i                                                   |
| -------------------- | ------------------------------------------------------------- |
| Politica             | Jean Ziegler, sociologo                                       |
| Economia             | Beatrice Weder di Mauro, economista                           |
| Cultura              | Bruno Ganz, attore (per il film Der Untergang)                |
| Spettacolo           | Mia Aegerter, cantante pop ed attrice                         |
| Sport                | Marcel Fischer, scherma                                       |
| Società              | Ruedi Lüthy, medico, specialista per le terapie contro l'Aids |
| Svizzero/a dell'anno | Lotti Latrous, aiutante allo sviluppo                         |

### 2005
| Categoria            | Vincitore/i                                                           |
| -------------------- | --------------------------------------------------------------------- |
| Politica             | Carla Speziali, sindaca di Locarno                                    |
| Economia             | Peter Sauber, proprietario della squadra di Formula 1 Sauber Petronas |
| Cultura              | Maurice Müller, gallerista, fondatore del Zentrum Paul Klee           |
| Spettacolo           | Massimo Rocchi, cabarettista                                          |
| Sport                | Thomas Lüthi, campione del mondo di motociclismo                      |
| Società              | Franco Cavalli, medico e specialista sul cancro                       |
| Svizzero/a dell'anno | Peter Sauber, proprietario della squadra di Formula 1 Sauber Petronas |

### 2006
| Categoria            | Vincitore/i                                                                                        |
| -------------------- | -------------------------------------------------------------------------------------------------- |
| Politica             | Dick Marty, consigliere nazionale e membro del Consiglio d'Europa                                  |
| Economia             | Heliane Canepa, CEO di Nobel Biocare                                                               |
| Cultura              | Stephanie Glaser, attrice (per il film Die Herbstzeitlosen)                                        |
| Spettacolo           | Daniele Finzi Pasca, coreografo della cerimonia d'apertura dei Giochi Olimpici invernali di Torino |
| Lifetime Award       | Nicolas Hayek, CEO di Swatch Group                                                                 |
| Società              | Giorgio Noseda, medico, presidente della ricerca sul cancro in Svizzera                            |
| Svizzero/a dell'anno | Köbi Khun, allenatore nazionale svizzera di calcio                                                 |

### 2007
| Categoria            | Vincitore/i                                                                                                  |
| -------------------- | --- |
| Politica             | Carla del Ponte, ex procuratrice capo presso il Tribunale penale internazionale per l'ex Jugoslavia dell'Aia |
| Economia             | Daniel Borel, ex presidente del consiglio di amministrazione di Logitech                                     |
| Cultura              | Ernst Beyeler, collezionista d'arte                                                                          |
| Spettacolo           | Marc Forster, regista (per il film Il cacciatore di aquiloni)                                                |
| Lifetime Award       | Non assegnato                                                                                                |
| Società              | Karin Mölling, virologa e ricercatrice per l'AIDS                                                            |
| Svizzero/a dell'anno | Jörg Abderhalden, re della lotta svizzera                                                                    |

### 2008
| Categoria            | Vincitore/i                                                 |
| -------------------- | ----------------------------------------------------------- |
| Politica             | Eveline Widmer-Schlumpf, consigliera federale               |
| Economia             | Jean-Pierre Roth, presidente della Banca nazionale svizzera |
| Cultura              | Herzog & de Meuron, architetti                              |
| Spettacolo           | Zep, disegnatore di fumetti (per Titeuf)                    |
| Lifetime Award       | Hans Erni, pittore e scultore                               |
| Società              | Giovanni Lombardi, ingegnere di trafori                     |
| Svizzero/a dell'anno | Eveline Widmer-Schlumpf, consigliera federale               |

### 2009
| Categoria            | Vincitore/i                                                     |
| -------------------- | --------------------------------------------------------------- |
| Politica             | Otto Ineichen, consigliere nazionale e imprenditore             |
| Economia             | Barbara Artmann, amministratrice delegata di Künzli Swiss Schuh |
| Cultura              | Dimitri, clown                                                  |
| Spettacolo           | Tina Turner, cantante rock con cittadinanza svizzera            |
| Lifetime Award       | Ferdy Kübler, ex ciclista                                       |
| Società              | René Prêtre, pediatra e cardiochirurgo                          |
| Svizzero/a dell'anno | René Prêtre, pediatra e cardiochirurgo                          |

### 2010
| Categoria            | Vincitore/i                                                            |
| -------------------- | ---------------------------------------------------------------------- |
| Politica             | Pascale Bruderer, consigliera nazionale                                |
| Economia             | Felix Richterich, presidente del consiglio d'amministrazione di Ricola |
| Cultura              | Martin Suter, scrittore                                                |
| Spettacolo           | Sophie Hunger, cantante e compositrice                                 |
| Lifetime Award       | Emil Steinberger, cabarettista                                         |
| Società              | Marianne Kaufmann / Rolf Maibach, aiutanti medici ad Haiti             |
| Svizzero/a dell'anno | Marianne Kaufmann / Rolf Maibach, aiutanti medici ad Haiti             |

### 2011
| Categoria            | Vincitore/i                                                                                                |
| -------------------- | --- |
| Politica             | Karin Keller Sutter, membro del Consiglio degli Stati e direttrice del dipartimento di giustizia e polizia |
| Economia             | Carl Elsener junior, presidente e delegato del consiglio di amministrazione di Victorinox                  |
| Cultura              | Mummenschanz, ensemble teatrale con maschere                                                               |
| Spettacolo           | Freddy Nock, artista                                                                                       |
| Lifetime Award       | Liselotte Pulver, attrice                                                                                  |
| Società              | André Borschberg / Bertrand Piccard, fondatori del progetto Solar Impulse                                  |
| Svizzero/a dell'anno | Didier Cuche, sciatore                                                                                     |

### 2012
| Categoria            | Vincitore/i                                                                               |
| -------------------- | ----------------------------------------------------------------------------------------- |
| Politica             | Jakob Kellenberger, ex presidente del CICR                                                |
| Economia             | Daniel e Markus Freitag, fondatori di Freitag AG                                          |
| Cultura              | Cecilia Bartoli, cantante lirica                                                          |
| Spettacolo           | 77 Bombay Street, band folk e indie rock                                                  |
| Lifetime Award       | Adolf Ogi, ex Consigliere federale                                                        |
| Società              | Bineta Diop, attivista per i diritti della donna e fondatrice di Femmes Africa Solidarité |
| Svizzero/a dell'anno | Dario Cologna, sciatore di fondo                                                          |

### 2013
| Categoria            | Vincitore/i |
| -------------------- | --- |
| Politica             | Thomas Minder, imprenditore e membro del Consiglio degli Stati, promotore dell'iniziativa Contro le retribuzioni abusive dei manager |
| Economia             | Beni Stöckli jun, CEO di Stöckli Swiss Sports AG                                                                                     |
| Cultura              | Markus Imhoof, regista (per il film-documentario More than Honey)                                                                    |
| Spettacolo           | Stephan Eicher, cantante |
| Lifetime Award       | Dimitri, clown |
| Società              | Hans Rudolf Herren, entomologo, vincitore del Right Livelihood Awards                                                                |
| Svizzero/a dell'anno | Stan Wawrinka, tennista |

### 2014
| Categoria            | Vincitore/i                                                                                     |
| -------------------- | ----------------------------------------------------------------------------------------------- |
| Politica             | Didier Burkhalter, presidente della Confederazione e presidente dell'OSCE                       |
| Economia             | Albert Baumann, capo della ditta Micarna SA                                                     |
| Cultura              | Sabine Boss, regista (per il film Dr Goalie bin ig)                                             |
| Spettacolo           | Bastian Baker, cantante                                                                         |
| Lifetime Award       | Udo Jürgens, cantante (premiato dopo la sua morte)                                              |
| Società              | Sabine Hediger, specialista di salute (per la sua azione umanitaria contro l'epidemia di ebola) |
| Svizzero/a dell'anno | Didier Burkhalter, consigliere federale                                                         |

### 2015
| Categoria            | Vincitore/i                                                                 |
| -------------------- | --------------------------------------------------------------------------- |
| Politica             | Christine Bär-Zehnder, sindaco di Riggisberg per aver assistito i rifugiati |
| Economia             | Bruno Giussani, direttore europeo di TED                                    |
| Cultura              | Xavier Koller, regista (per il film Una campana per Ursli)                  |
| Spettacolo           | Nick Beyeler, acrobata                                                      |
| Lifetime Award       | Bruno Ganz, attore                                                          |
| Società              | Katrin Hagen, chirurga in Nepal                                             |
| Premio del pubblico  | Polo Hofer, musicista rock                                                  |
| Svizzero/a dell'anno | Polo Hofer, musicista rock                                                  |